# George Manners (7e comte de Rutland)
George Manners, 7e comte de Rutland (1580-29 mars 1641) de Fulbeck Hall, Lincolnshire est un propriétaire foncier et homme politique anglais qui siège à la Chambre des communes entre 1604 et 1626. Il hérite d'une Pairie en tant que comte de Rutland en 1632.

## Biographie

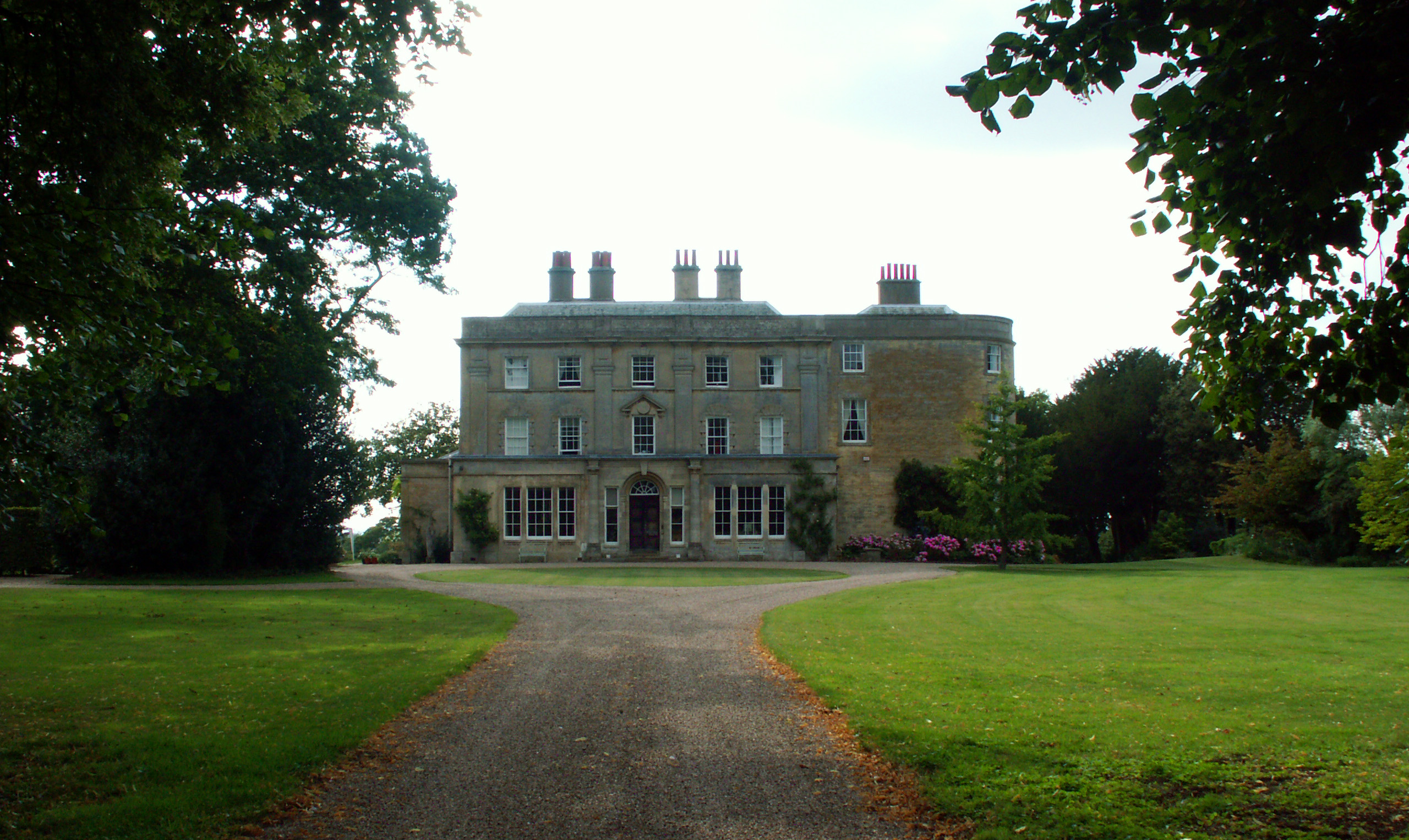
Fulbeck Hall, Lincolnshire.

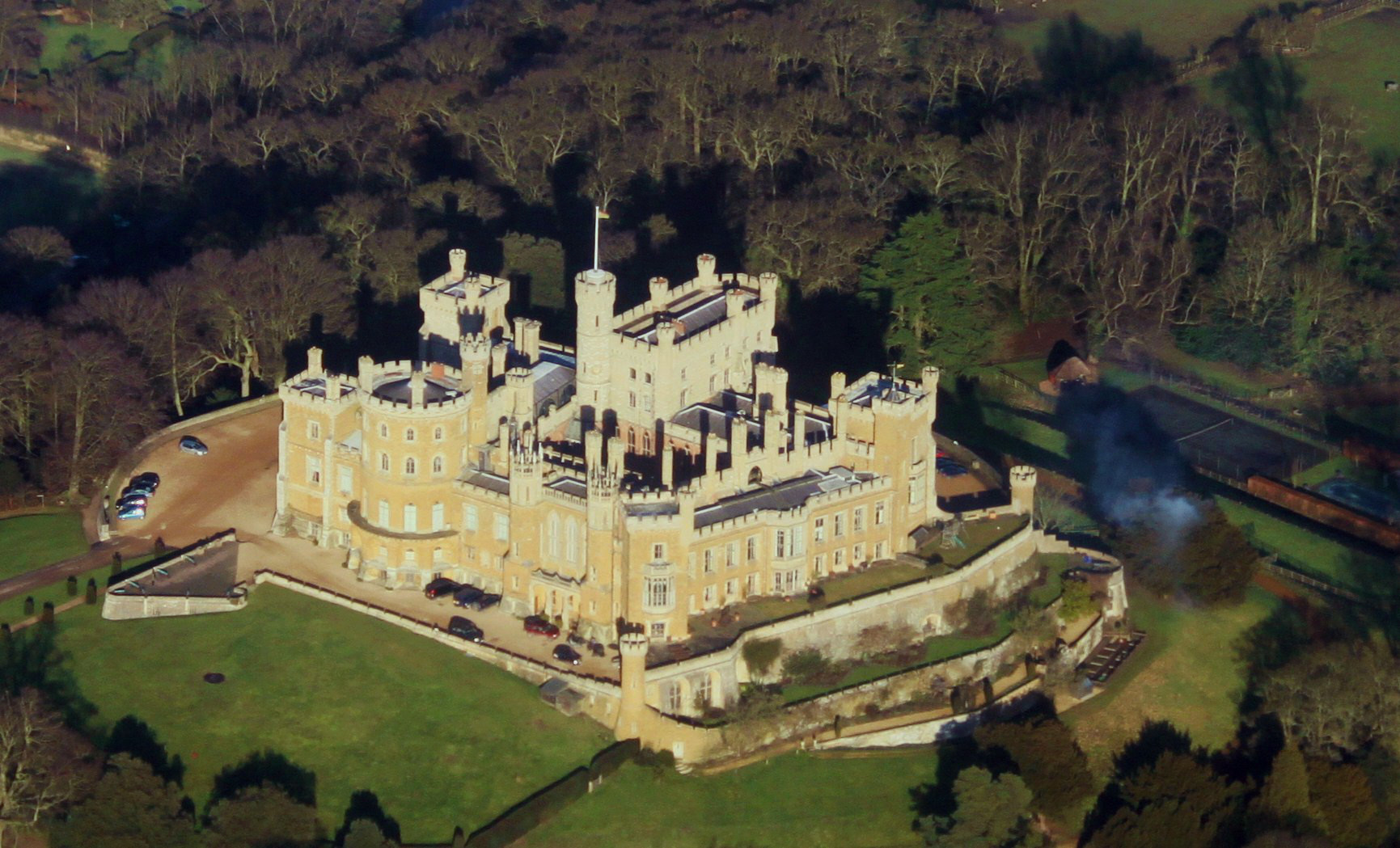
Château de Belvoir. Leicestershire.

Il est le fils de John Manners (4e comte de Rutland) et de son épouse Elizabeth Charlton, fille de Francis Charlton d'Apley Castle. Il est élu député de Grantham en 1604, député du Lincolnshire en 1614 pour le Parlement stérile et en 1621. En 1624, il est de nouveau député de Stamford pour le Parlement heureux et réélu en 1625 pour le Parlement inutile.
Il hérite de la pairie en tant que comte de Rutland à la mort de son frère Francis Manners (6e comte de Rutland) en 1632, et hérite aussi du château de Belvoir, en faveur duquel il quitte Fulbeck Hall (en).
Il est décédé en 1641, et ses titres sont transmis à son cousin au second degré, John Manners.
Il épouse Frances Cary, fille d'Edward Cary et Katherine Knyvett, le 3 mars 1605.